# Енбек (Аксуский район)
Енбек (каз. Еңбек) — село в Аксуском районе Жетысуской области Казахстана. Входит в состав Карасуского сельского округа. Код КАТО — 193255200.

## Население
В 1999 году население села составляло 425 человек (232 мужчины и 193 женщины). По данным переписи 2009 года, в селе проживало 330 человек (169 мужчин и 161 женщина).